# Pteromalus bottnicus
Pteromalus bottnicus är en stekelart som beskrevs av Vikberg 1979. Pteromalus bottnicus ingår i släktet Pteromalus och familjen puppglanssteklar.
Artens utbredningsområde är:
- Finland.
- Sverige.

Arten är reproducerande i Sverige. Inga underarter finns listade i Catalogue of Life.